# Wenta (stacja kolejowa)
Wenta (lit. Venta, ros. Вянта) – stacja kolejowa w miejscowości Pumpurai, w rejonie możejskim, na Litwie. Stacja krańcowa linii Kuże - Wenta. Jej nazwa pochodzi od przepływającej w pobliżu rzeki Wenty.
Od stacji odchodzi linia do rafinerii ropy naftowej Orlen Lietuva.

## Historia
Stacja została otwarta w XIX w. na drodze żelaznej libawsko-romeńskiej, pomiędzy stacjami Łusza i Możejki.
Po upadku Związku Sowieckiego linia na zachód od Wenty do położonej na Łotwie Lipawy została rozebrana, czyniąc Wentę stacją krańcową. Obecnie na zachód od stacji prowadzi jedynie linia do możejskiej rafinerii.